# Dębina (województwo zachodniopomorskie)
Dębina – wieś w Polsce położona w województwie zachodniopomorskim, w powiecie gryfińskim, w gminie Stare Czarnowo.
W latach 1975–1998 miejscowość administracyjnie należała do województwa szczecińskiego.
We wsi stoi kościół Matki Boskiej Pocieszenia.